# 須貝富安
須貝 富安（すがい とみやす、1922年〈大正11年〉11月22日 - 2015年〈平成27年〉）は、日本の実業家。スガイ・エンタテインメント社長、会長。父は須貝興行創始者の須貝富蔵。

## 経歴

### 青年期
1922年（大正11年）11月22日、北海道札幌市の須貝富蔵とシゲの間に次男として生まれる。父は1899年（明治32年）に北海道に渡り博徒となった人物で、樺太で漁業に携わった後、1909-1910年頃に一丁一家の二代目を襲名。1910年（明治43年）に先代の親分である高橋直吉より小林館を譲り受け、1918年（大正7年）札幌館として開館させた。富安は戦時中の1944年（昭和19年）に早稲田大学商学部を卒業し、大日本帝国海軍の志願兵となったが、1945年（昭和20年）に太平洋戦争終戦を迎えた。復員後には言語学者・衆議院議員の苫米地英俊の秘書を務めた。

### 須貝興行の設立

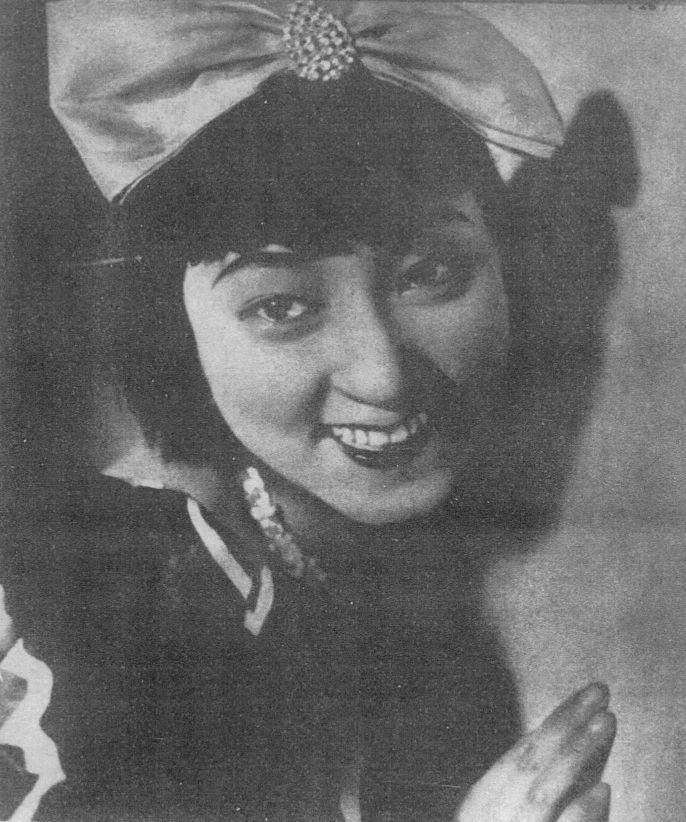
妻の明日待子

1948年（昭和23年）には父の富蔵が死去したことで、富安は須貝興行の経営者となった。1949年（昭和24年）11月、36歳の時に女優の明日待子と結婚式を挙げた。酌杯は札幌市議会議長の福島利雄。明日待子はアイドル的存在の女優であり、当初の須貝富安はファンとしてムーランルージュ新宿座に通っていた。1952年（昭和27年）には札幌劇場を鉄筋コンクリート造3階建の近代的なビルに建て替えた。
1954年（昭和29年）5月には資本金100万円で須貝興行株式会社を設立し、富安は初代代表取締役社長に就任した。1955年（昭和30年）には札幌市以外への進出を開始し、室蘭市に室蘭映劇を開館させた。1960年（昭和35年）には札幌劇場を北海道初の70ミリ映画上映館とした。12年間にわたって北海道興行環境衛生同業組合理事長を務めた。

### ボウリングブーム

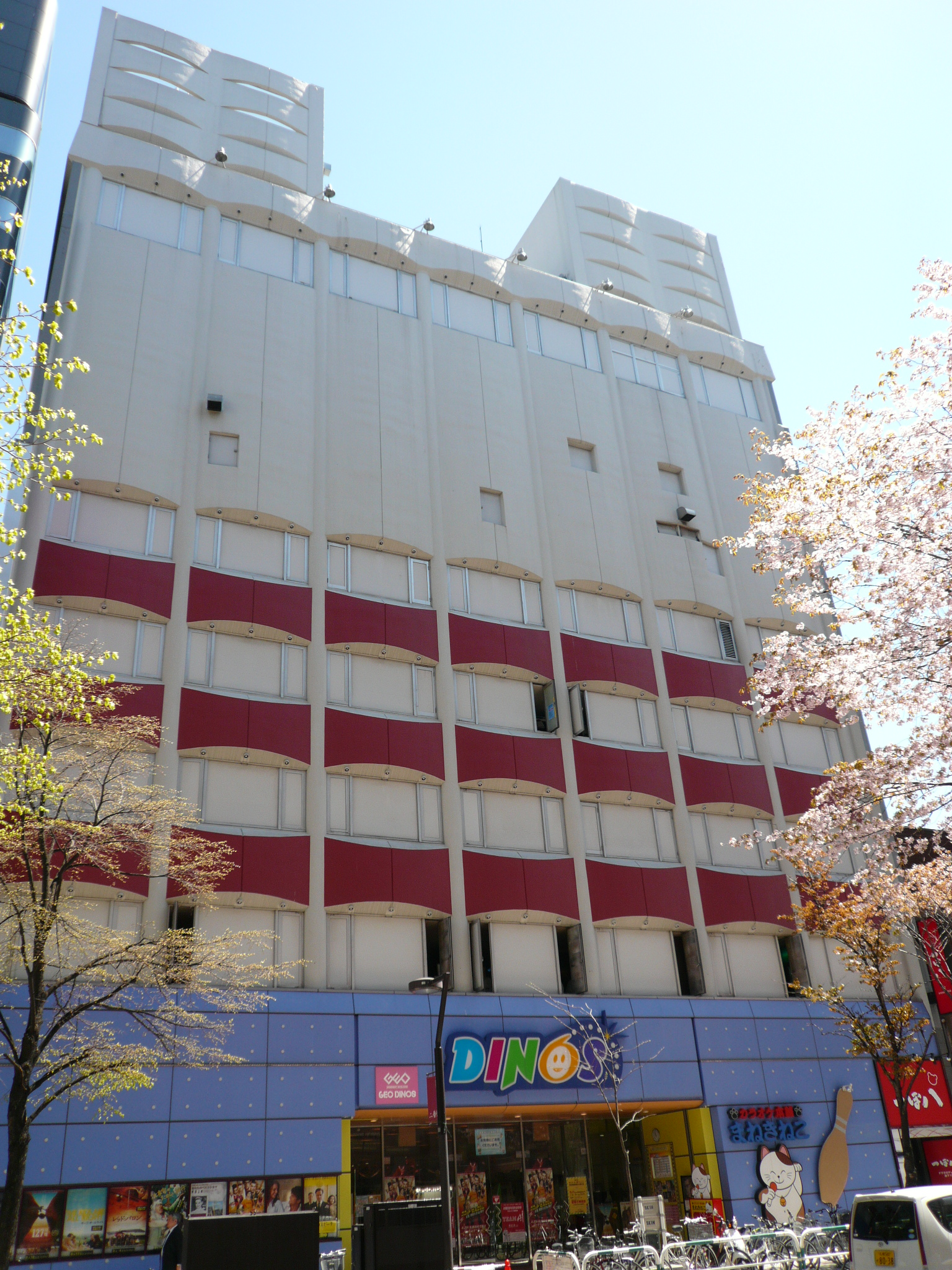
1968年竣工の札幌須貝ビル

1958年（昭和33年）以降には映画観客数が右肩下がりとなったため、1964年（昭和39年）にはボウリング事業に進出し、札幌市以外では北海道初となるボウリング場の旭川ボウリングセンターを開店させた。1960年代中頃には全国的なボウリングブームが起こり、北海道各地にボウリング場を開店させている。1967年（昭和42年）には北海道外への進出を開始し、山形県米沢市に米沢ボウリングセンターを開店させた。
1967年（昭和42年）には札幌劇場を取り壊し、1968年（昭和43年）には跡地に8階建の大型複合レジャービルである札幌須貝ビル（後のディノス札幌中央）を建てた。札幌須貝ビルは須貝興行の象徴的な存在であり、ピーク時には映画館が11館も入っていた「全国でも例のない劇場ビル」とされる。1965年（昭和40年）3月期の売上高は2億円弱だったが、1972年（昭和47年）3月期には25億円を超えた。釧路市や旭川市にも複合レジャービルを建てている。

### ゲーム事業の躍進
1972年（昭和47年）にはボウリング人気が収束し、1973年（昭和48年）の第1次オイルショックによって景気が冷え込んだため、1973年（昭和48年）3月期には初めて損失を計上し、その後1977年（昭和52年）までに15施設のボウリング場の8割を閉店させている。1978年（昭和53年）以後にはボウリング場に併設する形でゲームセンター事業に力を入れた。
1974年（昭和49）3月期には売上高が約10億円にまで落ち込んだが、1984年（昭和59年）3月期には30億円を超えた。1983年（昭和58年）時点の須貝興行は25館の映画館を経営しており、独立映画興行会社としては全国屈指の規模だった。同年の売上高のうち映画館が約50%、ボウリング場が約40%、ゲームセンターなどその他が約10%という内訳だった。
1980年代中頃にはビリヤードブームが起こり、1980年代中頃から後半には北海道各地にビリヤード場を開店させた。1992年（平成4年）3月期にはゲーム場の売上が21億円、ボウリング場の売上が17億円であり、ゲーム場が須貝興行の経営の柱となったことから、1993年（平成5年）には札幌市白石区に全国最大級のアミューズメント施設であるSDエンターテイメント白石を開店させた。

### 社長の退任
1988年（昭和63年）3月期の売上高は33億円だったが、1993年（平成5年）3月期には67億円にまで増加した。1991年（平成3年）には代表取締役社長を退いて代表取締役会長に就任し、後任の社長には鈴木保男が就任した。1993年（平成5年）には勲五等瑞宝章を受章した。1995年（平成7年）には須貝興行がスガイ・エンタテインメントに社名変更している。1999年（平成11年）4月1日には取締役相談役に就任し、2007年（平成19年）には名誉顧問に就任した。

### 晩年
2007年（平成19年）10月から11月には、『北海道新聞』夕刊に「私のなかの歴史 レジャー追って半世紀」という14回の連載記事が掲載された。2015年（平成27年）に死去した。2022年（令和4年）8月11日に放送されたNHKテレビドラマ『アイドル』は明日待子が主役であり、俳優の正門良規が富安を演じた。